# Gertjan Verbeek
Gertjan Verbeek (wym. [ˈɣɛrcɑn vərˈbeɪ̯k]; ur. 1 sierpnia 1962 w Deventer) – holenderski trener piłkarski i piłkarz występujący na pozycji obrońcy. Jako zawodnik grał w Sc Heerenveen i Heraclesie Almelo, po zakończeniu kariery zawodniczej zaczął pracować jako trener.

## Kariera szkoleniowa
Po zakończeniu kariery w 1994, Verbeek został w SC Heerenveen w roli asystenta trenera. W 2001 odszedł, by poprowadzić Heracles Almelo, później zastąpił Foppe de Haana w SC Heerenveen. W 2008 przez krótki okres pracował w Feyenoordzie, z którego został zwolniony z powodu konfliktów z zawodnikami. W sezonie 2009–2010 wrócił do Heraclesa, z którym zajął 6. miejsce w Eredivisie. W kolejnym sezonie zatrudniony został w AZ Alkmaar. Po incydencie w trakcie meczu z serii rozgrywek o Puchar Holandii w grudniu 2011 pomiędzy Ajaksem i AZ Alkmaar, gdy kibic, który wtargnął na murawę Amsterdam ArenA, został powalony kopnięciem przez Estebana Alvarado, ukaranego za to zachowanie czerwoną kartkę wydał zawodnikom polecenie opuszczenia boiska. Mecz został przerwany.